# Alzine Renaud
Alzine Renaud (née le 13 août 1899 à Chantonnay et morte le 16 juin 1974 à Rennes) est une géologue française. 

## Biographie
Elle a effectué toute sa carrière à la Faculté des sciences de Rennes, comme collaboratrice de Yves Milon. Elle est maître de conférences de l'Institut de Géologie de la Faculté des Sciences de Rennes, puis termine sa carrière comme professeur. Ses études sont décisives pour les études géologiques du Massif Armoricain. 